# Nothogenia
Nothogenia, rod crvenih algi iz porodice Scinaiaceae ograničen na intertidalne zone Južne Afrike, Australiju, Novi Zeland, Južnu Ameriku i subantarktičke otoke.
Postoji deset priznatih vrsta, tipična je N. variolosa (Montagne) Montagne.

## Vrste
1. Nothogenia chilensis (J.Agardh) Montagne
2. Nothogenia erinacea (Turner) P.G.Parkinson
3. Nothogenia fastigiata (Bory) P.G.Parkinson
4. Nothogenia fragilis Montagne
5. Nothogenia lingula (Harvey) S.C.Lindstrom & Hughey
6. Nothogenia neilliae W.A.Nelson
7. Nothogenia ovalis (Suhr) P.G.Parkinson
8. Nothogenia pseudosaccata (Levring) P.G.Parkinson
9. Nothogenia pulvinata (Levring) P.G.Parkinson
10. Nothogenia variolosa (Montagne) Montagne - tipična